# سه تفنگدار (فیلم ۱۹۵۹)
سه تفنگدار (به فرانسوی: Les trois mousquetaires) یک تله‌فیلم فرانسوی محصول سال ۱۹۵۹ که بر اساس اقتباسی نمایشی از رمان سه تفنگدار اثر الکساندر دوما ساخته شده‌است. این فیلم از بازی‌های برجسته ژان-پل بلموندو است.